# Фирменный бланк
Фирменный бланк — это элемент корпоративного стиля компании, организации или публичной личности (также фирменный стиль, айдентика). Продукт полиграфического дизайна, относится к бизнес-полиграфии. Композиция, которая располагается в верхней части листа («шапка»), обычно содержит название, адрес, контактные данные, а также логотип или другой элемент фирменного стиля компании. Данная композиция может также содержать слоган (лозунг, отражающий стиль, цель и движущие мотивы компании), реквизиты компании, паттерн на фоне и другие графические элементы. Понятие «фирменный бланк» может использоваться как для обозначения полной страницы с характерной верхней частью («шапкой»), так и для обозначения самой «шапки», отдельно. Однако фирменный бланк может задействовать не только верхнюю, но и нижнюю часть листа: в нижней части может располагаться контактная информация, реквизиты.
Фирменный бланк может использоваться в качестве шаблона, сделанного в любом текстовом редакторе. Его можно отправлять в электронном виде, а также печатать на простой бумаге, не заказывая печать в полиграфии. Его можно отправлять факсом. Однако если печать происходит в полиграфии — обычно используют офсетную или высокую печать. Также используют цифровую печать и печать на ризографе. В России для фирменных бланков обычно используют формат бумаги А4 (210 x 297 мм). В разных странах устанавливаются свои нормы: например, в Северной Америке стандартный формат фирменного бланка — Letter (215 x 280 мм).
Несмотря на то что новые технологии позволяют с легкостью имитировать фирменный бланк, он продолжает использоваться как доказательство подлинности документа.